# جيم بويد
جيم بويد (بالإنجليزية: Jim Boyd) هو سياسي أمريكي، ولد في 22 أكتوبر 1956 في برادنتون في الولايات المتحدة. حزبياً، نشط في الحزب الجمهوري. وقد انتخب عضو مجلس نواب فلوريدا.